# Margot Loyola
Margot Loyola, all'anagrafe Ana Margot Loyola Palacios (Linares, 15 settembre 1918 – Santiago del Cile, 3 agosto 2015), è stata una cantautrice, antropologa e musicologa cilena.
Unitamente a Violeta Parra e Gabriela Pizarro è considerata una delle principali ricercatrici del folklore cileno. È considerata altresì una delle più grandi e importanti precorritrici della Nueva Canción Chilena.

## Biografia

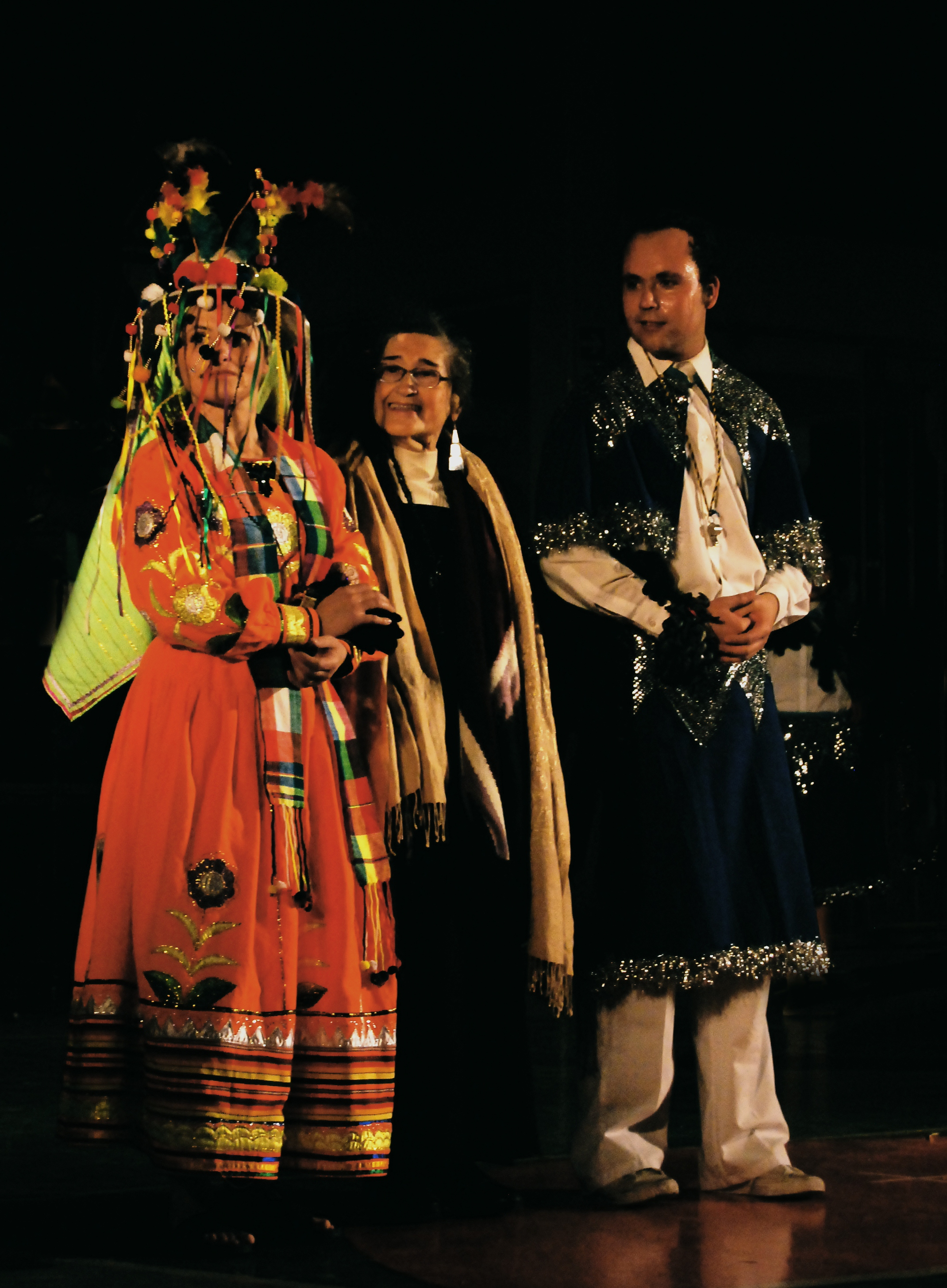
Margot Loyola con due membri del gruppo di ballo folcloristico Palomar nel 2008

Figlia di Recardo Loyola, commerciante e pompiere, e di Ana María Palacios, figlia di un farmacista, Margot Loyola ha studiato pianoforte al Conservatorio Nacional de Música de Chile assieme a Cristina Ventura, Rosita Rendard ed Elisa Gayán, e canto con Blanca Hauser. Unitamente alla sorella Estela, forma il suo primo gruppo musicale, Las Hermanas Loyola (letteralmente "Le Sorelle Loyola"), che si fanno conoscere negli anni quaranta. Dai suoi corsi all'Università del Cile, sorsero i balletti folcloristici Loncurahue e Pucará e il gruppo Millaray. Più tardi nacquero anche il Ballet Folclórico Nacional Aucaman (1965), predecessore del Bafona, e il gruppo folcloristico Cuncumén.
Tra le se varie ricerche condotte da Margot Loyola, particolare importanza assume lo studio del 1952 sulle danze tradizionali peruviane resbalosa e marinera, che mette in confronto con la refalosa e la cueca cilene. Inoltre lavora con Porfirio Vásquez, il patriarca della musica nera, e studia la cultura indigena del Perù con José María Arguedas. In Argentina compie studi con il musicologo Carlos Vega, che diviene suo maestro nel terreno della ricerca e di cui diviene una stretta collaboratrice, e in Uruguay con Lauro Ayestarán. Ancora nel 1952 Margot Loyola inizia a studiare le danze cerimoniali del nord del Cile assieme a Rogelia Pérez, fondatrice del gruppo di ballo Las Cuyacas, e lavora anche con Los Morenos de Cavancha.
Margot Loyola ha studiato il folclore delle più remote regioni del Cile, raccogliendo e assimilando una gran quantità di materiale, avvalendosi del consiglio di musicologi e specialisti del folclore. Ha creato una scuola di canto e ballo tradizionale cileno, divenendo una importante ambasciatrice della cultura cilena.
Alla sua morte, avvenuta il 3 agosto 2015, il governo del Cile ha decretato due giorni di lutto nazionale.

### Vita privata
È stata sposata con Osvaldo Cádiz.

## Discografia parziale

### Album
- 1982 - Canciones campesinas
- 1986 - Romances de allá y de acá I
- 1987 - Cuaderno de terreno - Apuntes sobre el romance en Chile
- 1989 - Cantos de Rosa Esther
- 1991 - Romances cantados
- 1993 - Veinte tonadas religiosas
- 1999 - Las estaciones del canto
- 2000 - 20 cuecas recogidas por Violeta Parra

### Raccolte
- 1999 - Gabriela Pizarro y conjunto

### Collaborazioni
- 1977 - La gran noche del folklore
- 1978 - Folklore en mi escuela

## Riconoscimenti
- 1994 - Premio Nacional de Artes Musicales de Chile